# ناحیه کال‌فاکس (شهرستان مکاستا، میشیگان)
ناحیه کال‌فاکس (به انگلیسی: Colfax Township) یک منطقهٔ مسکونی در ایالات متحده آمریکا است که در شهرستان میکوستا، میشیگان واقع شده‌است.
 ناحیه کال‌فاکس ۹۲٫۷ کیلومتر مربع مساحت و ۱٬۹۷۵ نفر جمعیت دارد و ۳۳۰ متر بالاتر از سطح دریا واقع شده‌است.